# Sarıçay
Der Sarıçay ist ein Fluss in der Provinz Çanakkale im Nordwesten der Türkei.
Der Name Sarıçay leitet sich von „gelber Fluss“ ab.
Der Sarıçay entspringt 25 km westlich von Çan. Er fließt in überwiegend westnordwestlicher Richtung an den Orten Kirazlı, Ortaca und Serçiler vorbei. Die Fernstraße D210 (Çan–Çanakkale) folgt dem Flusslauf. Der Sarıçay wird im Mittellauf von der Atikhisar-Talsperre aufgestaut. Der Fluss passiert den Ort Kurşunlu und erreicht die Provinzhauptstadt Çanakkale. Er durchfließt die Stadt und mündet in die Meerenge der Dardanellen. 
Der Flusslauf befindet sich vollständig im Landkreis Çanakkale merkezi.
Der Sarıçay hat eine Länge von ca. 40 km. Das Einzugsgebiet umfasst 394 km².